# Hideki Tachibana
Hideki Tachibana (橘 秀樹 Tachibana Hideki?) es un director, guionista gráfico y animador de anime japonés. Es mejor conocido por si trabajo en Dungeon ni Deai o Motomeru no wa Machigatteiru Darō ka.

## Trabajos

### Series de televisión
Destaca papeles con funciones de dirección de series.
     Destaca papeles con funciones de asistente de dirección o supervisión.
| Año  | Título                                                                            | Director(es)                                | Estudio                    | Funciones | Refs.         |
| ---- | --------------------------------------------------------------------------------- | ------------------------------------------- | -------------------------- | --- | ------------- |
| 1996 | Tenkū no Escaflowne                                                               | Kazuki Akane                                | Sunrise                    | Animación intermedia | [ 1 ]         |
| 1997 | Misute♡naide Daisy                                                                | Yūji Mutō                                   | Studio Deen                | Animación clave (#3, 7, 11) | [ 2 ]         |
| 1997 | Next Senki Ehrgeiz                                                                | Toshifumi Kawase                            | Studio Deen                | Animación clave (#4, 8) | [ 3 ]         |
| 1997 | Virus: Virus Buster Serge                                                         | Masami Ōbari                                | Plum                       | Animación clave (#9, 11) | [ 4 ]         |
| 1998 | Neo Ranga                                                                         | Jun Kamiya (#1-24) Toshiyuki Tsuru (#25-48) | Pierrot                    | Director de animación (#33, 45) Animación clave (#8-9, 14, 21, 23, 29, 32, 42, 45; OP 2)                                                                                       | [ 5 ]         |
| 1999 | Medarot                                                                           | Tensai Okamura                              | Bee Train                  | Animación clave (#36) | [ 6 ]         |
| 1999 | Omishi Mahō Gekijō: Risky★Safety                                                  | Kōji Masunari                               | A.P.P.P.                   | Director de episodio (#16) Director de animación (#16) Animación clave (#1, 16, 23)                                                                                            | [ 7 ]         |
| 2000 | Gensōmaden Saiyūki                                                                | Hayato Date                                 | Pierrot                    | Animación clave (#OP 1) | [ 8 ]         |
| 2000 | Ginsōkikō Ordian                                                                  | Masami Ōbari                                | Plum                       | Animación clave (#1, 14; OP) | [ 9 ]         |
| 2000 | Hand Maid May                                                                     | Shin'ichirō Kimura                          | TNK                        | Animación clave (#6) | [ 10 ]        |
| 2001 | Kaze no Yōjinbō                                                                   | Hayato Date                                 | Pierrot                    | Animación clave de diseño (#25) Animación clave (#25) | [ 11 ]        |
| 2001 | Kokoro Toshokan                                                                   | Kōji Masunari                               | Studio Deen                | Diseñador de personajes Director de animación (#1, 9) Animación clave (#OP) | [ 12 ]        |
| 2002 | Azumanga Daiō The Animation                                                       | Hiroshi Nishikiori                          | J.C.Staff                  | Guionista gráfico (#9) Director de animación (#2, 9, 16, 21, 26) Animación clave (#1, 4, 9, 16, 21, 26)                                                                        | [ 13 ]        |
| 2002 | Naruto                                                                            | Hayato Date                                 | Pierrot                    | Animación clave (#19, 68, 80, 110; OP 3-5) | [ 14 ]        |
| 2002 | Chōjūshin Gravion                                                                 | Masami Ōbari                                | Gonzo                      | Animación clave (#7) | [ 15 ]        |
| 2002 | Kiddy Grade                                                                       | Keiji Gotō                                  | Gonzo                      | Director de animación (#20) Animación clave (#8) | [ 16 ]        |
| 2003 | Nanaka 6/17                                                                       | Hiroaki Sakurai                             | J.C.Staff                  | Animación clave (#7; OP) | [ 17 ]        |
| 2003 | Mahōtsukai ni Taisetsu na Koto                                                    | Masami Shimoda                              | J.C.Staff Viewworks        | Director de animación (#6) | [ 18 ]        |
| 2003 | Jūbee Ninpūchō: Ryūhōgyoku-hen                                                    | Tatsuo Satō                                 | Madhouse                   | Animación clave (#5) | [ 19 ]        |
| 2003 | R.O.D: The TV                                                                     | Kōji Masunari                               | J.C.Staff                  | Director de episodios (#6, 17) Director de animación (#6, 12) Animación clave (#1-2, 5-6, 9, 17, 26)                                                                           | [ 20 ]        |
| 2003 | PopoloCrois                                                                       | Kazuhiro Ochi                               | TMS Entertainment          | Animación clave (#6) | [ 21 ]        |
| 2003 | Ai Yori Aoshi: Enishi                                                             | Masami Shimoda                              | J.C.Staff                  | Animación clave (#OP) | [ 22 ]        |
| 2004 | Get Ride! AMDriver                                                                | Isao Torada                                 | Studio Deen                | Animación clave (#OP) | [ 23 ]        |
| 2004 | Bōkyaku no Senritsu                                                               | Hiroshi Nishikiori                          | J.C.Staff                  | Director de episodio (#20) Guionista gráfico (#18-19) Animación clave (#OP) | [ 24 ]        |
| 2004 | Bleach                                                                            | Noriyuki Abe                                | Pierrot                    | Director de episodios (#OP 3, ED 11, 19) Guionista gráfico (#231, 236; OP 3, ED 11, 19) Animación clave (#ED 19)                                                               | [ 25 ]        |
| 2005 | Mahoraba: Heartful Days                                                           | Shin'ichirō Kimura                          | J.C.Staff                  | Animación clave (#OP) | [ 26 ]        |
| 2005 | Gokujō Seitokai                                                                   | Tatsuo Takahashi Yoshiaki Iwasaki           | J.C.Staff                  | Animación clave (#OP) | [ 27 ]        |
| 2005 | Hachimitsu to Clover                                                              | Ken'ichi Kasai                              | J.C.Staff                  | Director de episodio (#13) Guionista gráfico (#13) Director de animación (#5) Animación clave                                                                                  | [ 28 ]        |
| 2005 | Kamichu!                                                                          | Kōji Masunari                               | Brain's Base               | Animación clave (#10) | [ 29 ]        |
| 2005 | Okusama wa Mahō Shōjo                                                             | Hiroshi Nishikiori                          | J.C.Staff                  | Animación clave (#OP) | [ 30 ]        |
| 2005 | Shakugan no Shana                                                                 | Takashi Watanabe                            | J.C.Staff                  | Guionista gráfico (#(16; OP 2) Director de unidad (#(OP 2) | [ 31 ]        |
| 2006 | Hachimitsu to Clover                                                              | Tatsuyuki Nagai                             | J.C.Staff                  | Animación clave | [ 32 ]        |
| 2006 | Le Chevalier D'Eon                                                                | Kazuhiro Furuhashi                          | Production I.G             | Animación clave (#24) | [ 33 ]        |
| 2007 | Reideen                                                                           | Mitsuru Hongo                               | Production I.G             | Animación clave (#23) | [ 34 ]        |
| 2007 | Naruto Shippūden                                                                  | Hayato Date                                 | Pierrot                    | Segunda animación clave (#OP 1) | [ 35 ]        |
| 2007 | Nagasarete Airantō                                                                | Hideki Okamoto                              | Feel                       | Animación de cierre (#ED 1) | [ 36 ]        |
| 2007 | Code-E                                                                            | Toshiyuki Katō                              | Studio Deen                | Animación clave (#OP) | [ 37 ]        |
| 2007 | Mushi-Uta                                                                         | Kazuo Sakai                                 | Beat Frog                  | Animación clave (#OP) | [ 38 ]        |
| 2007 | Sky Girls                                                                         | Yoshiaki Iwasaki                            | J.C.Staff                  | Guionista gráfico (#OP) Director de unidad (#OP) | [ 39 ]        |
| 2007 | Shakugan no Shana II (Second)                                                     | Takashi Watanabe                            | J.C.Staff                  | Director de animación (#24) | [ 40 ]        |
| 2008 | H2O: Footprints in the Sand                                                       | Hideki Tachibana                            | Zexcs                      | Director Director de episodios (#1, 12, Epílogo) Guionista gráfico (#1, 5, 12, Epílogo; OP, ED) Director de unidad (#OP, ED) Animación clave (#12)                             | [ 41 ]        |
| 2008 | D.C.II S.S.: Da Capo II Second Season                                             | Hideki Okamoto                              | Feel                       | Guionista gráfico (#13) | [ 42 ]        |
| 2008 | To Aru Majutsu no Index                                                           | Hiroshi Nishikiori                          | J.C.Staff                  | Director asistente Director de episodios (#3, 10, 18, 23-24; OP 1-2) Guionista gráfico (#3, 10, 18; OP 1-2) Director de unidad (#OP 1-2) Animación clave (#10, 18, 23; OP 1-2) | [ 43 ]        |
| 2009 | Umi Monogatari: Anata ga Ite Kureta Koto                                          | Yū Kō Jun'ichi Satō                         | Zexcs                      | Guionista gráfico (#OP) Director de unidad (#OP) Animación clave (#11; OP) | [ 44 ]        |
| 2009 | Tatakau Shisho: The Book of Bantorra                                              | Toshiya Shinohara                           | David Production           | Animación clave (#21) | [ 45 ]        |
| 2009 | To Aru Kagaku no Railgun                                                          | Tatsuyuki Nagai                             | J.C.Staff                  | Director de episodios (#4, 12, 19) Guionista gráfico (#4, 19; OP 1-2) Director de unidad (#OP 1-2) Animación clave (#4, 12, 24; OP)                                            | [ 46 ]        |
| 2010 | Ōkiku Furikabutte: Natsu no Taikai-hen                                            | Tsutomu Mizushima                           | A-1 Pictures               | Director de episodio (#OP) Guionista gráfico (#OP) Animación clave (#OP) | [ 47 ]        |
| 2011 | Dragon Crisis!                                                                    | Hideki Tachibana                            | Studio Deen                | Director Director de episodios (#1; OP) Guionista gráfico (#1-2, 12; OP) | [ 48 ]        |
| 2011 | Guilty Crown                                                                      | Tetsurō Araki                               | Production I.G             | Guionista gráfico (#18) | [ 49 ]        |
| 2012 | Medaka Box                                                                        | Shōji Saeki                                 | Gainax                     | Director de animación asistente (#2) | [ 50 ]        |
| 2012 | Natsu-iro Kiseki                                                                  | Seiji Mizushima                             | Sunrise                    | Guionista gráfico (#OP) Director de unidad (#OP) Animación clave (#OP) | [ 51 ]        |
| 2013 | To Aru Kagaku no Railgun S                                                        | Tatsuyuki Nagai                             | J.C.Staff                  | Director de episodio (#OP) Guionista gráfico (#OP) Animación clave (#OP) | [ 52 ]        |
| 2013 | BlazBlue: Alter Memory                                                            | Hideki Tachibana                            | Hoods Entertainment teamKG | Director Director de episodios (#1, 12) Guionista gráfico (#1-2, 12) Animación clave (#12)                                                                                     | [ 53 ]        |
| 2014 | Selector Infected WIXOSS                                                          | Takuya Satō                                 | J.C.Staff                  | Guionista gráfico (#OP) Director de unidad (#OP) Animación clave (#OP) | [ 54 ]        |
| 2014 | Selector Spread WIXOSS                                                            | Takuya Satō                                 | J.C.Staff                  | Guionista gráfico (#OP) Director de unidad (#OP) Animación clave (#OP) | [ 55 ]        |
| 2015 | Chaos Dragon: Sekiryū Seneki                                                      | Hideki Tachibana Masato Matsune             | Silver Link Connect        | Director jefe Guionista gráfico (#7; OP) Director de unidad (#ED) | [ 56 ]        |
| 2015 | Heavy Object                                                                      | Takashi Watanabe                            | J.C.Staff Sanzigen         | Guionista gráfico (#3, 5, 8, 14, 19, 22; OP 1-2) Director de unidad (#OP 1-2) Animación clave (#OP 2)                                                                          | [ 57 ]        |
| 2015 | Yuru Yuri San☆Hai!                                                                | Hiroyuki Hata                               | TYO Animations             | Guionista gráfico (#OP) Director de unidad (#OP) | [ 58 ]        |
| 2016 | Mayoiga                                                                           | Tsutomu Mizushima                           | Diomedéa                   | Director de episodio (#OP) Guionista gráfico (#OP) | [ 59 ]        |
| 2016 | Taboo Tattoo                                                                      | Takashi Watanabe                            | J.C.Staff                  | Guionista gráfico (#OP) Director de unidad (#OP) | [ 60 ]        |
| 2016 | Brave Witches                                                                     | Kazuhiro Takamura                           | Silver Link                | Director de episodio (#11) Guionista gráfico (#11) | [ 61 ]        |
| 2016 | Lostorage Incited WIXOSS                                                          | Katsushi Sakurabi                           | J.C.Staff                  | Guionista gráfico (#OP) Director de unidad (#OP) | [ 62 ]        |
| 2017 | Busō Shōjo Machiavellism                                                          | Hideki Tachibana                            | Silver Link Connect        | Director Director de episodios (#1, 12) Guionista gráfico (#1, 12; OP) Director de unidad (#OP)                                                                                | [ 63 ]        |
| 2017 | Fate/Apocrypha                                                                    | Yoshiyuki Asai                              | A-1 Pictures               | Guionista gráfico (#OP 2) Director de unidad (#OP 2) | [ 64 ]        |
| 2018 | Death March Kara Hajimaru Isekai Kyōsōkyoku                                       | Shin Ōnuma                                  | Silver Link Connect        | Guionista gráfico (#9) Animación clave (#1, 9) | [ 65 ]        |
| 2018 | Lostorage Conflated WIXOSS                                                        | Risako Yoshida                              | J.C.Staff                  | Guionista gráfico (#OP) Director de unidad (#OP) | [ 66 ]        |
| 2018 | Planet With                                                                       | Yōhei Suzuki                                | J.C.Staff                  | Director de episodio (#OP) Guionista gráfico (#OP) | [ 67 ]        |
| 2018 | To Aru Majutsu no Index III                                                       | Hiroshi Nishikiori                          | J.C.Staff                  | Guionista gráfico (#OP 1) Director de unidad (#OP 1) | [ 68 ]        |
| 2019 | Circlet Princess                                                                  | Hideki Tachibana                            | Silver Link                | Director Guionista gráfico (#OP 1) Director de unidad (#OP 1) | [ 69 ]        |
| 2019 | Dungeon ni Deai o Motomeru no wa Machigatteiru Darō ka II                         | Hideki Tachibana                            | J.C.Staff                  | Director Director de episodios (#1, 6) Guionista gráfico (#1-2, 6) | [ 70 ]        |
| 2020 | To Aru Kagaku no Railgun T                                                        | Tatsuyuki Nagai                             | J.C.Staff                  | Director de episodio (#OP 1) Guionista gráfico (#11-12, 14; OP 1) Animación clave (#OP 1)                                                                                      | [ 71 ]        |
| 2020 | Dungeon ni Deai o Motomeru no wa Machigatteiru Darō ka III                        | Hideki Tachibana                            | J.C.Staff                  | Director Director de episodio (#1) Guionista gráfico (#1; ED) Director de unidad (#ED)                                                                                         | [ 72 ]        |
| 2021 | Mahōka Kōkō no Yūtosei                                                            | Hideki Tachibana                            | Connect                    | Director Guionista gráfico (#1, 3, 12-13; OP) Director de unidad (#OP) | [ 73 ]        |
| 2022 | Dungeon ni Deai o Motomeru no wa Machigatteiru Darō ka IV: Shin Shō - Meikyū-hen  | Hideki Tachibana                            | J.C.Staff                  | Director Director de episodio (#1) Guionista gráfico (#1-2, 6; OP) Director de unidad (#OP)                                                                                    | [ 74 ]        |
| 2023 | Dungeon ni Deai o Motomeru no wa Machigatteiru Darō ka IV: Fuka Shō - Yakusai-hen | Hideki Tachibana                            | J.C.Staff                  | Director Director de episodio (#20) Guionista gráfico (#20) Animación clave (#20)                                                                                              | [ 75 ]        |
| 2024 | Seiyū Radio no Ura Omote                                                          | Hideki Tachibana                            | Connect                    | Director Director de episodios (#1, 12) Guionista gráfico (#1-4, 9, 12; OP) Director de unidad (#OP)                                                                           | [ 76 ] [ 77 ] |
| 2024 | Dungeon ni Deai o Motomeru no wa Machigatteiru Darō ka V: Hōjō no Megami-hen      | Hideki Tachibana                            | J.C.Staff                  | Director Director de episodios (#1, 12) Guionista gráfico (#1-4, 12, 15) | [ 78 ] [ 79 ] |
| 2026 | Class de 2-ban Me ni Kawaii Onna no Ko to Tomodachi ni Natta                      | Hideki Tachibana                            | Connect                    | Director | [ 80 ]        |

### Películas
| Año  | Título                                                      | Director(es)              | Estudio                          | Funciones                                                 | Refs.  |
| ---- | ----------------------------------------------------------- | ------------------------- | -------------------------------- | --------------------------------------------------------- | ------ |
| 1995 | Slam Dunk: Shōhoku Saidai no Kiki! Moero Sakuragi Hanamichi | Hiroyuki Kakudō           | Toei Animation                   | Animación intermedia                                      | [ 81 ] |
| 1995 | Ghost in the Shell                                          | Mamoru Oshii              | Production I.G                   | Animación intermedia                                      | [ 82 ] |
| 1996 | Chocchan Monogatari                                         | Hiroko Tokita             | Triangle Staff                   | Animación intermedia                                      | [ 83 ] |
| 2006 | Bleach Movie 1: Memories of Nobody                          | Noriyuki Abe              | Pierrot                          | Guionista gráfico Director jefe de unidad Animación clave | [ 84 ] |
| 2007 | Shakugan no Shana Movie                                     | Takashi Watanabe          | J.C.Staff                        | Animación clave                                           | [ 85 ] |
| 2009 | Naruto: Shippūden Movie 3 - Hi no Ishi wo Tsugu Mono        | Masahiko Murata           | Pierrot                          | Segunda animación clave                                   | [ 86 ] |
| 2013 | To Aru Majutsu no Index                                     | Hiroshi Nishikiori        | J.C.Staff                        | Guionista gráfico Director de unidad Animación clave      | [ 87 ] |
| 2016 | Monster Strike The Movie: Hajimari no Basho e               | Kōki Kimura Shinpei Ezaki | Ultra Super Pictures Liden Films | Guionista gráfico                                         | [ 88 ] |

### ONAs
| Año  | Título                           | Director(es)    | Estudio                      | Funciones         | Refs.  |
| ---- | -------------------------------- | --------------- | ---------------------------- | ----------------- | ------ |
| 2016 | Monster Strike: Rain of Memories | Kazuya Ichikawa | Ultra Super Pictures Connect | Guionista gráfico | [ 89 ] |

### OVAs
Destaca papeles con funciones de dirección de series.
| Año  | Título                                                         | Director(es)     | Estudio             | Funciones | Refs.  |
| ---- | -------------------------------------------------------------- | ---------------- | ------------------- | --- | ------ |
| 1994 | Aozora Shōjo-tai                                               | Yūji Moriyama    | Studio Fantasia     | Animación intermedia (#4-7) | [ 90 ] |
| 1995 | Compiler Festa                                                 | Kiyoshi Murayama | Studio Fantasia     | Animación intermedia | [ 91 ] |
| 1999 | Tenamonya Voyagers                                             | Akiyuki Simbo    | Pierrot             | Animación clave (#3) | [ 92 ] |
| 2001 | R.O.D: Read or Die                                             | Kōji Masunari    | Studio Deen         | Diseñador de utilería Director de animación asistente (#1) Animación clave (#1-3)                                                                    | [ 93 ] |
| 2011 | Higurashi no Naku Koro ni Kira                                 | Hideki Tachibana | Studio Deen         | Director Director de episodio (#4) Guionista gráfico (#1-4; OP, ED) Director de unidad (#OP, ED) Director de animación (#4; ED) Animación clave (#4) | [ 94 ] |
| 2014 | Imawa no Kuni no Alice                                         | Hideki Tachibana | Silver Link Connect | Director Director de episodios (#2-3) Guionista gráfico (#2)                                                                                         | [ 95 ] |
| 2017 | Busō Shōjo Machiavellism: Doki! "Goken-darake" no Ian Ryokō    | Hideki Tachibana | Silver Link Connect | Director Director de episodio Guionista gráfico | [ 96 ] |
| 2021 | Dungeon ni Deai o Motomeru no wa Machigatteiru Darō ka III OVA | Hideki Tachibana | J.C.Staff           | Director | [ 97 ] |

### Especiales
| Año  | Título                          | Director(es) | Estudio | Funciones            | Refs.  |
| ---- | ------------------------------- | ------------ | ------- | -------------------- | ------ |
| 1996 | City Hunter: The Secret Service | Kenji Kodama | Sunrise | Animación intermedia | [ 98 ] |